# Château de Bassy (Haute-Savoie)
Pour l’article homonyme, voir Château de Bassy.
Le château de Bassy est un château, réédifié en 1785 par Jean-Baptiste Carelli, qui se dresse sur la commune de Bassy dans le département de la Haute-Savoie, en région Auvergne-Rhône-Alpes.

## Situation
Le château de Bassy est situé dans le département français de la Haute-Savoie sur la commune de Bassy, sur un promontoire rocheux. Il domine de plus d'une centaine de mètres de haut le confluent des Usses et du Rhône où se trouvait l'important entrepôt du Regonfle où, aux XVIIe et XVIIIe siècles, étaient entreposées les marchandises, et notamment le sel. Ce dernier arrivait par le Rhône et était ensuite acheminé par route à destination de la Savoie, Genève et la Suisse.

## Historique
Le château de Bassy est acquis, en 1682, par François-Marie Carelli, maître auditeur à la Chambre des Comptes.
En 1754, les Carelli de Bassy deviennent comtes de Cevins à la suite du mariage de Victor-Prosper Carelli avec Francoise de Montfalcon de Cevins, et où ils exploitent des ardoisières réputées.
Sous la Restauration sarde, Claude-François Carelli est major-général, puis gouverneur des palais royaux et commandeur de l'ordre des Saints-Maurice-et-Lazare. Le plus illustre représentant de cette famille est le comte Jean-Baptiste Carelli. Il épouse, en 1780, Marie-Louise Foncet de Montailleur, héritière d'une des plus grosses fortunes de Savoie. Devenu sénateur à l'âge de 25 ans, il fait reconstruire, en 1785,  le château de Bassy et lui donne son aspect actuel.
En septembre 1792, quand la Révolution française arrive en Savoie, le comte et la comtesse de Cevins se révèlent de fervents jacobins. Madame Carelli apparaît en déesse de la Liberté lors des fêtes de l'Assemblée nationale des Allobroges données à Chambéry. Son époux siège comme député de 1793 à 1795 à la Convention nationale. Il reviendra en Savoie, en 1796, comme commissaire du Directoire exécutif du département du Mont-Blanc. Grand acquéreurs de biens nationaux, les époux Carelli, ne cessent d'acquérir d'importants domaines de Bassy à Desingy.
Sous le Premier Empire, le citoyen Carelli, comte de Cevins, est nommé, en 1805, procureur impérial près la Cour d'Appel de Lyon. En 1808, il est procureur général près la Cour d'Appel de Florence, et a pour substitut son propre fils. Napoléon le fait, en 1811, baron d'Empire et chevalier de la Légion d'honneur. À la chute de l'Empire, Jean-Baptiste Carelli rentre à Bassy et devient maire du village ; fonction qu'il occupera jusqu'à sa mort survenu en 1818.
Le château revient alors à sa fille Amélie, épouse du baron Augustin Passerat de Silans, maire de Corbonod, conseiller général, député de l'Ain, puis conseiller à la Cour des comptes à Paris.
Le château de Bassy passe ensuite à la famille Costa de Beauregard, à la suite du mariage d'Henri-Victor Costa de Beauregard avec Jeanne Passerat de Silans. Marie-Camille-Amélie Costa de Beauregard, leur fille, l'apporte par mariage à César-Victor d'Oncieu de la Bâthie qui, en 1912, vendra le domaine en le morcelant.
Il devient ensuite la propriété de la famille Tassinari, dynastie de soyeux lyonnais, en 1912.

## Description
Le château de Bassy se présente aujourd'hui sous la forme d'une grande bâtisse quadrangulaire que flanquent deux tours carrées.